# Burg Gutenberg
Die Burg Gutenberg ist eine hochmittelalterliche Burg in Balzers, der südlichsten Gemeinde Liechtensteins.

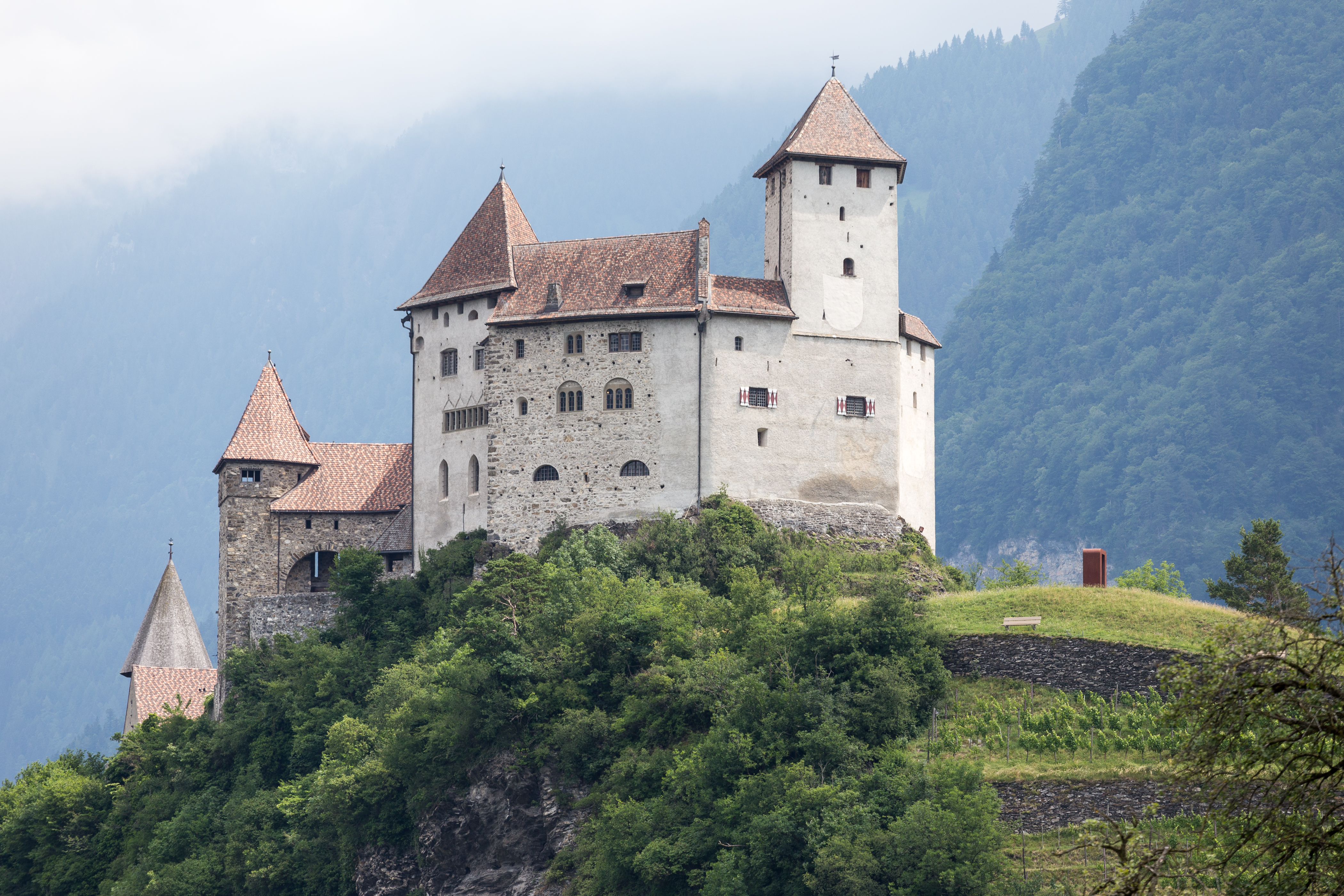
Burg Gutenberg in Balzers

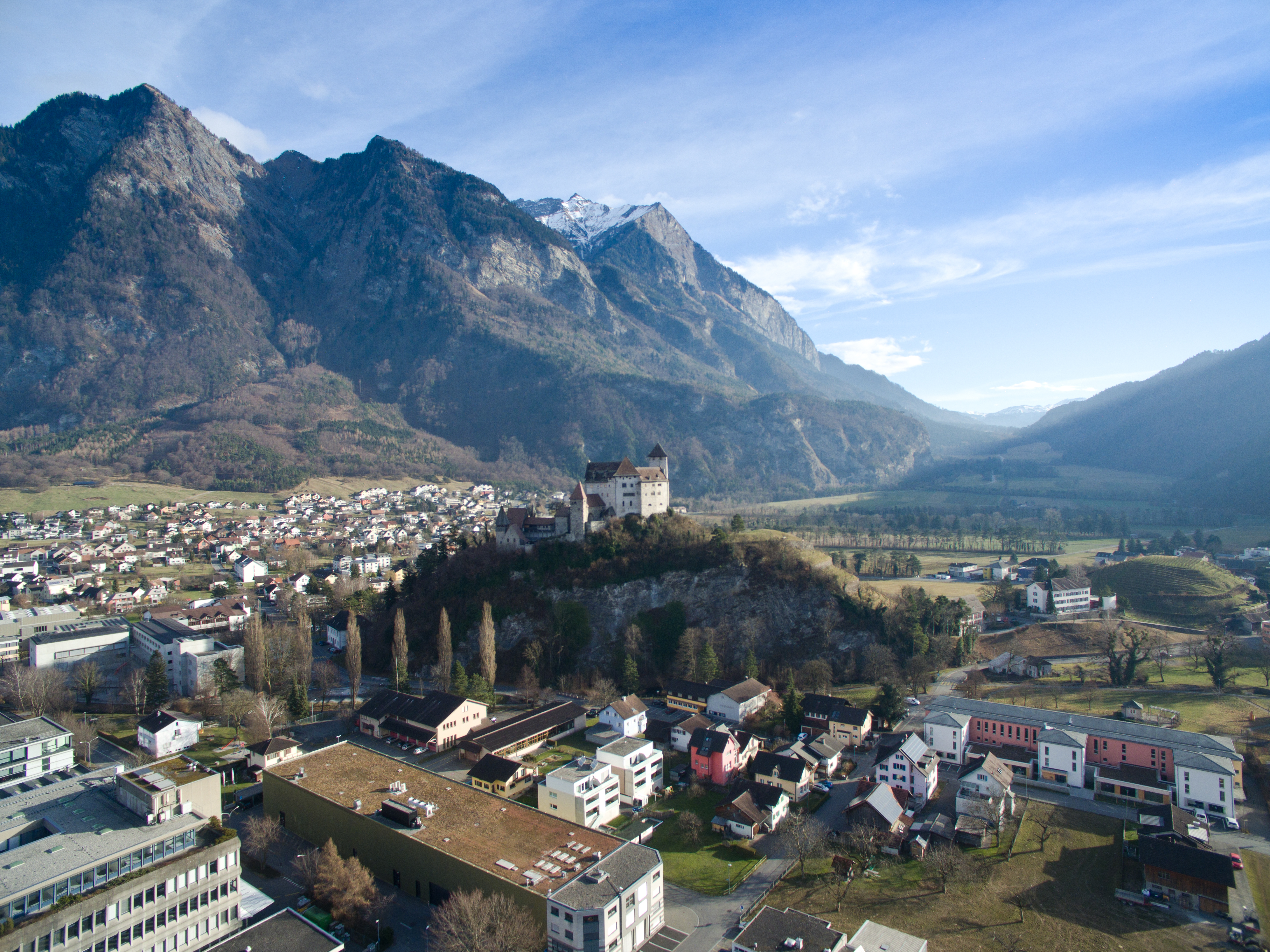
Luftaufnahme Burg Gutenberg

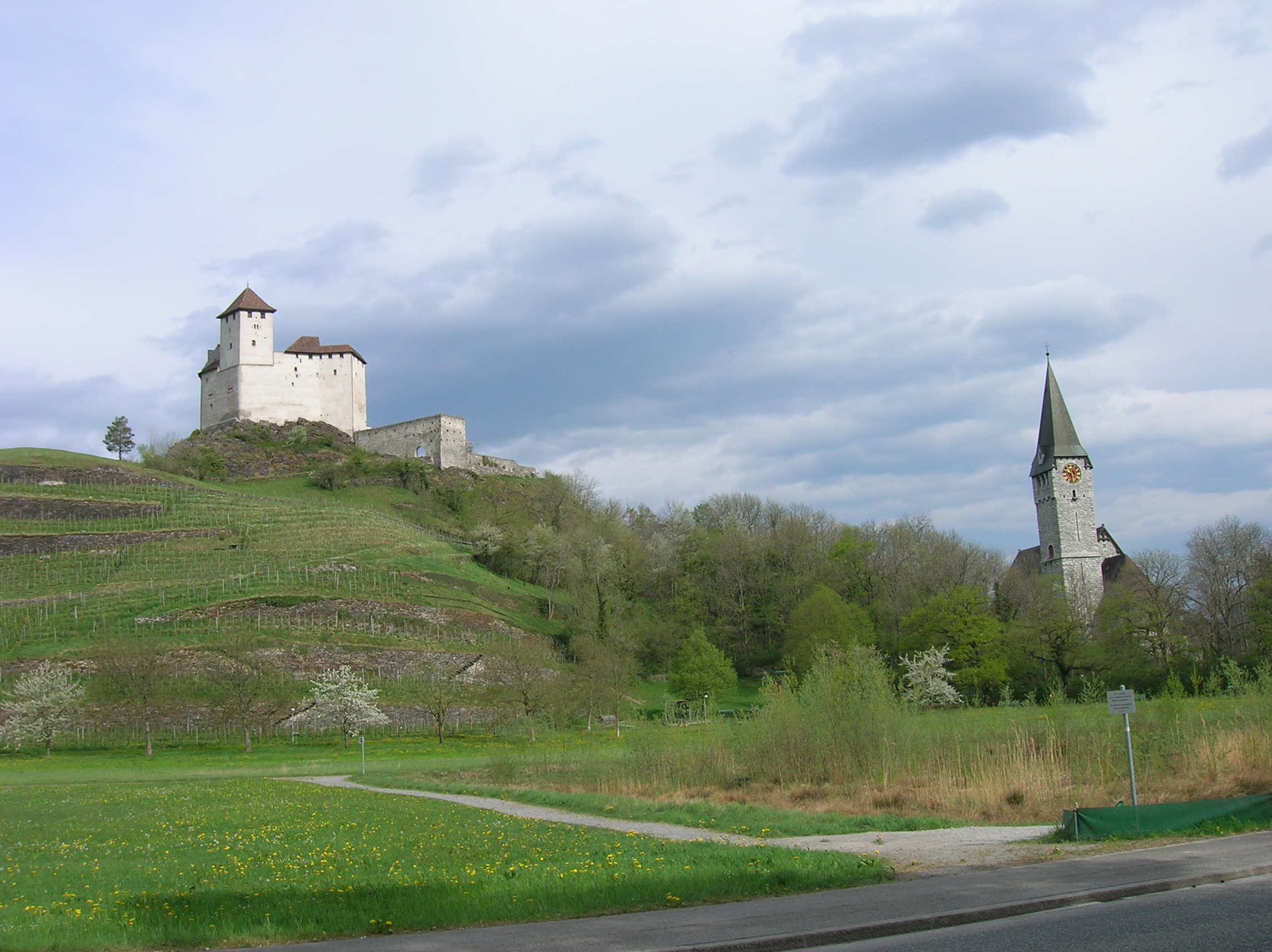
Burg Gutenberg und Pfarrkirche St. Nikolaus

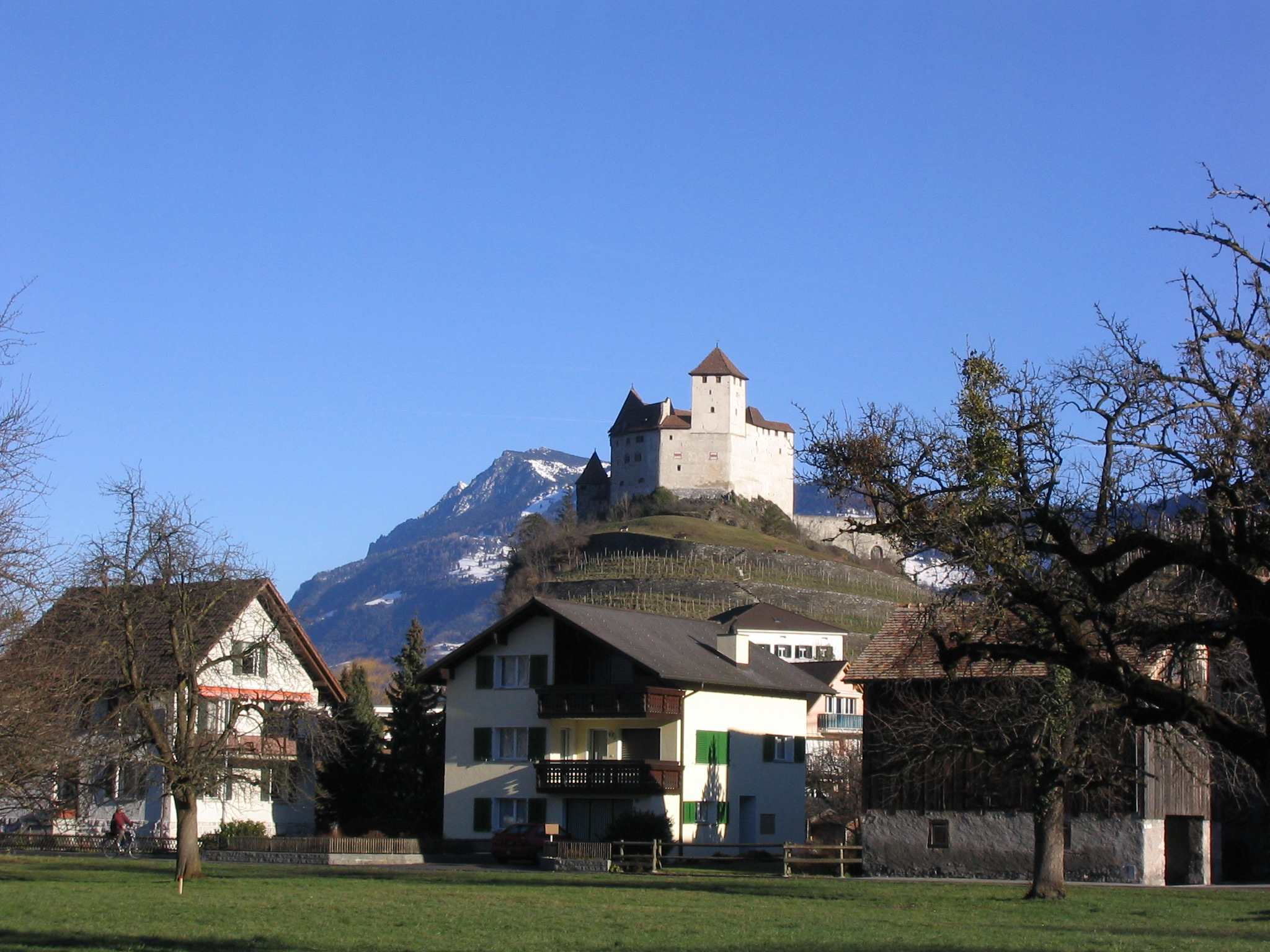
Burg Gutenberg: Sicht aus Westen

## Lage
Die Burg Gutenberg thront auf einem rund 70 Meter hohen und auf allen Seiten freistehenden Felshügel im Zentrum der Gemeinde Balzers.
In Richtung Süden ist das Gefälle des Felshügels verhältnismässig gering, sodass dort seit Jahrtausenden Wein angebaut wird. Im Osten und Norden, aber vor allem im Westen wird die Burg durch fast senkrechte Felswände vom Rheintal abgegrenzt.
Rund hundert Meter östlich ist die Pfarrkirche St. Nikolaus gelegen und am Fuss des Burghügels befindet sich das Haus Gutenberg, eine Bildungseinrichtung.

## Geschichte

### Vorgeschichte
Archäologische Ausgrabungen haben gezeigt, dass der Burghügel seit der Jungsteinzeit besiedelt ist und wahrscheinlich schon zu dieser Zeit als Kultplatz genutzt wurde.
Der Burghügel gewann 1932/33 aus archäologischer Sicht Bedeutung, als bei Grabungen sieben menschliche Bronzestatuen und zwei Tierfiguren (Eber und Hirsch) gefunden wurden. Dabei ist die Figur „Mars von Gutenberg“ mit einer Grösse von 12 cm besonders bedeutsam. Bei diesen Figuren handelt es sich wohl um Fruchtbarkeits- oder Ritualgegenstände. Einen weiteren herausragenden Fund bildet ein Tongefäss der Rössener Kultur, einer Keramik des mittleren Neolithikums (ca. 4400 v. Chr.).
Bei Grabungen 1982 wurden weitere Informationen über die Baugeschichte aufgedeckt: So wurden in den Fundamenten der Burg Teile einer Trockenmauer aus der jüngeren Eisenzeit entdeckt. Auf ihnen stehen wiederum Mauerwerke römischen Ursprungs. Mehrere Münzfunde (geprägt etwa 350 n. Chr.) deuten auch auf einen möglichen römischen Wachposten hin.
Vor dem Bau der Trutzburg wurden der Platz des Burginnenhofes und andere Flächen des Burgareals als Bestattungsstellen genutzt. Dies belegt die grosse Anzahl von Skelettfunden in und um die Burg.

### Entstehung der Burg
Archäologische Untersuchungen haben gezeigt, dass dem Burgbau ein Kirchenbau mit einem Friedhof vorausgegangen ist. Schliesslich wurde im 12. Jahrhundert der Friedhof aufgegeben und stattdessen eine Ringmauer erstellt. In einer weiteren Bauphase wurde ein Burgturm errichtet und dieser später mit einem Zinnenabschluss versehen.  Unter dem römisch-deutschen Kaiser Maximilian I. fand wiederum eine grössere Bautätigkeit statt, um wohl Schäden aus einer Belagerung im Schwabenkrieg von 1499 zu beseitigen und um weitere Sicherungsmassnahmen zu treffen. Des Weiteren ist bezeugt, dass die Burg Gutenberg bis mindestens 1537 eine Zugbrücke besass, die schliesslich bei einem Sturm zerstört wurde.

### Geschichte der Burg
Der Name Gutenberg stammt wahrscheinlich von einem Adelsgeschlecht, das 1296 erstmals erwähnt wird.
Seit dem 13. Jahrhundert lebten auf der Burg die Herren von Frauenberg. Als schliesslich Heinrich von Frauenberg verstarb, ging die Burg 1314 in den Besitz der Habsburger über. Diese nutzten die Burg als Wachposten gegen die Eidgenossen, die auf St. Luzisteig lagerten. Von zahlreichen Kämpfen und Belagerungen zeugen verschiedene Einschusslöcher in der Burg. Im Zürichkrieg gingen weite Teile des Dorfes Balzers in Flammen auf, ob aber auch die Burg Gutenberg vom Brand betroffen war, bleibt umstritten. Belegt ist lediglich eine erfolglose Belagerung und Beschiessung im Jahr 1499 während des Schwabenkrieges.
In der folgenden Zeit verfiel die Burg zunehmend, und nach einem Dorfbrand im Jahr 1795 wurde sie schliesslich auch als Lieferant von Baumaterial zum Wiederaufbau des Dorfes genutzt, sodass die Burg ruinös wurde. Im Jahr 1824 erwarb die Gemeinde Balzers die Ruine und die Güter und veräusserte den Burghügel mit der Burg 1854 an Fürstin Franziska da Paula von Liechtenstein aus dem Haus Liechtenstein. 1905 wurde sie dem Maler, Bildhauer und Architekten Egon Rheinberger verkauft. Egon Rheinberger baute die Burg schliesslich in den Jahren 1905–1912 wieder auf. Nach seinem Tod 1936 wurde sie verpachtet und 1951 an Private verkauft. Schlussendlich erwarb das Land Liechtenstein 1979 die Burg, wobei die Besitzerin jedoch das Wohnrecht behielt, das erst mit deren Tod im  Jahr 2001 erlosch.

### Wiederaufbau in den Jahren 1905–1912
In den Jahren 1905 bis 1912 wurde die zur Ruine verfallene Burg vom damaligen Besitzer Egon Rheinberger wieder aufgebaut. Der Bauherr richtete sich dabei nach den noch erhaltenen Gebäuderesten, sodass die Burg möglichst originalgetreu wiedererrichtet werden konnte. Als zusätzliche Bauten wurden u. a. eine Kapelle, eine Kaplanei und eine Schmiede hinzugefügt. Beim Ausbau der Innenräume und der Gestaltung der Innenräume hatte Egon Rheinberger aber völlig freie Hand, da nichts vom ehemaligen Bestand erhalten geblieben war. Die Ausstattung der Burg wurde zum grössten Teil von Egon Rheinberger im Kunsthandel erworben und zum Teil auch neu erstellt. Diese Stücke wurden u. a. in der Erbgemeinschaft aufgeteilt, aber einige wurden auch ins Liechtensteinische Landesmuseum überführt.

## Nutzung
Vom 1. Mai bis 31. Oktober stehen Teile der Burganlage für öffentliche und private Anlässe zur Verfügung. Die Burgkapelle mit Rosengarten ist in dieser Zeit jeweils sonntags von 10 bis 17 Uhr frei zugänglich. Vom 1. November bis 30. April ist die Burganlage geschlossen. Die Vorburg ist das ganze Jahr frei zugänglich.
Bei der Gemeindeverwaltung Balzers können Burgführungen gebucht werden sowie gewisse Bereiche des Burgareals für Fotoaufnahmen, Hochzeitsfeiern, Aperitifs, kulturelle und besinnliche Anlässe gemietet werden.
Ereignisse wie die Freilichtspiele „Der letzte Gutenberger“ 1925 oder die Filmproduktion „Wilhelm Tell“ 1933 sind Beispiele der kulturellen Vergangenheit von Burg Gutenberg. Aber auch heute wird im Sommer ein Kulturprogramm mit Konzerten in der Burg geboten.